# Leptostylis recalvastra
Leptostylis recalvastra är en kräftdjursart som beskrevs av Hale 1945. Leptostylis recalvastra ingår i släktet Leptostylis och familjen Diastylidae. Inga underarter finns listade i Catalogue of Life.